# Thomas Killigrew

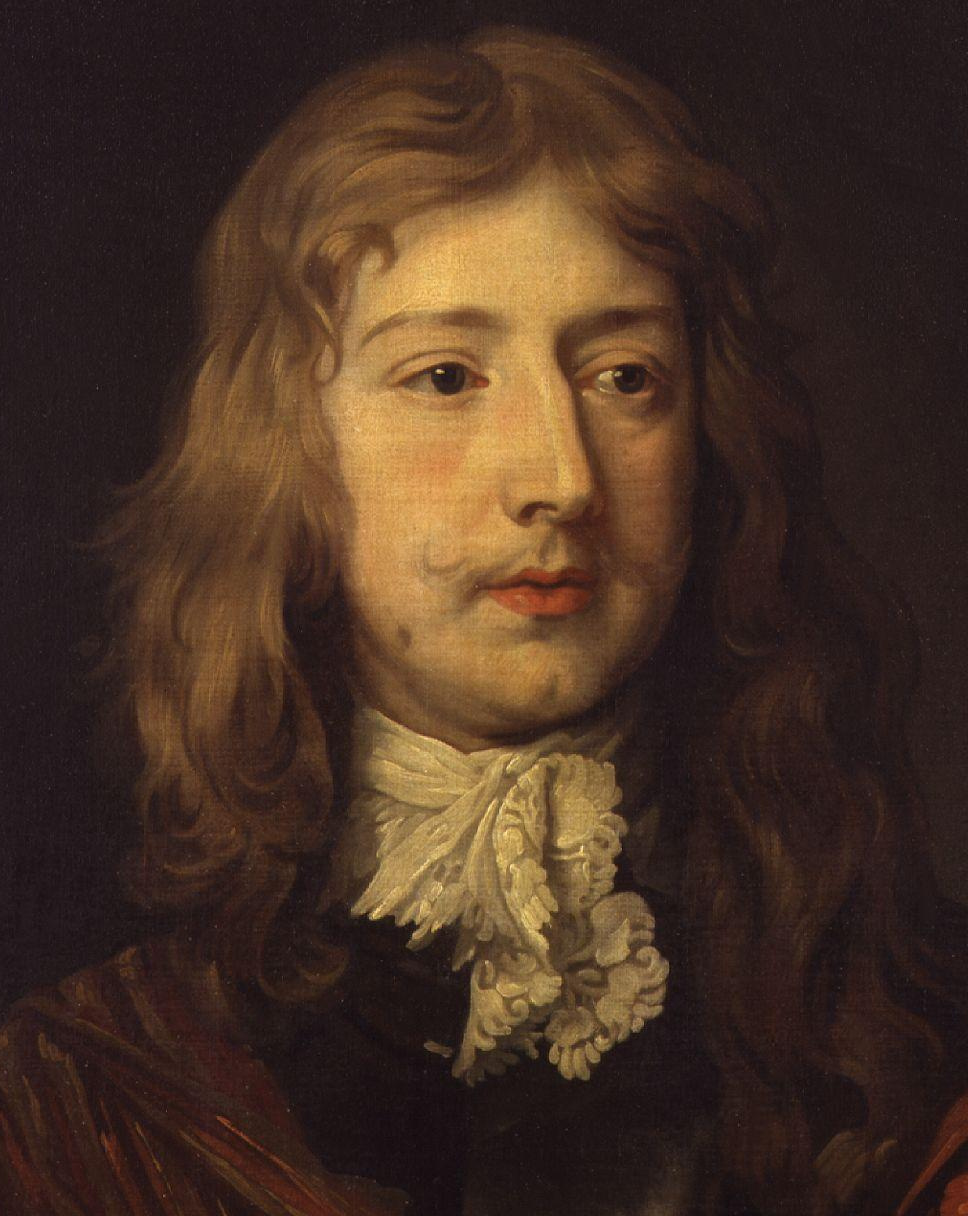
Thomas Killigrew

Thomas Killigrew (* 7. Februar 1612 in London; † 19. März 1683) war ein englischer Dramatiker und Theatermanager.

## Biografie
Der jüngere Bruder des Dramatikers Sir William Killigrew war zunächst Page im Hofstaat von König Charles I. und später Begleiter und Kammerherr von König Charles II. in dessen Exil in Spanien, Italien und der Niederlande. Während des Exils in den Niederlanden lebte er zwischen 1655 und 1660 in Den Haag und Maastricht und heiratete eine Niederländerin, wodurch er die niederländische Staatsangehörigkeit erwarb. Diese Zeit des Exils wird von Biografen als „verlorene Jahre“ Killigrews bezeichnet.
Killigrew war ein großer Unterstützer der Wiederbelebung der englischen Theater nach der Stuart-Restauration und der Wiedereröffnung der Theater im Jahr 1660. Er gehörte auch zu den Ersten, der laut den Tagebüchern von Samuel Pepys Schauspielerinnen im Januar 1661 in das Theaterstücken einführte und erhielt ein königliches Patent zur Eröffnung eines Theaters in der Vere Street, einem ehemaligen Tenniscourt.

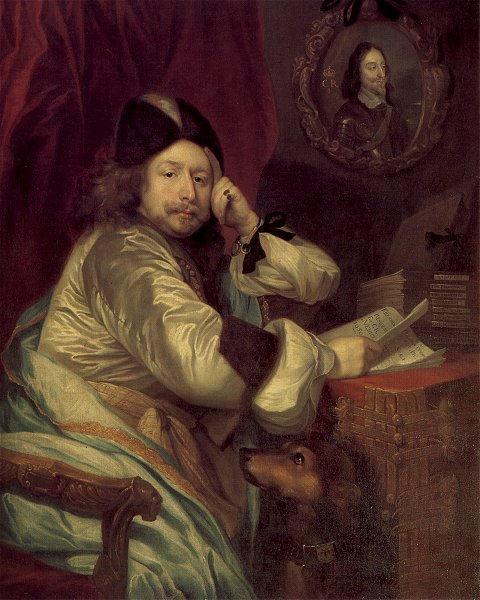
Thomas Killigrew (um 1650)

1663 eröffnete er das Theatre Royal in der Bridges Street, an der Nell Gwyn Orangen an das Publikum verkaufte, ehe sie 1665 selbst Schauspielerin und später eine Mätresse von König Charles II. wurde. Nachdem dieses Theater 1672 durch einen Brand zerstört worden war, ließ er ein zweites Theater an der Stelle errichten, das 1674 als Theatre Royal Drury Lane eröffnet wurde und an dem die sogenannte King’s Company spielte.
1664 veröffentlichte er eine Sammlung von neun Bühnenwerken, die nach seiner Behauptung in neun unterschiedlichen Städten entstanden sind. Das bekannteste davon war „The Parson's Wedding“, das vermutlich von „La dama duende“ von Pedro Calderón de la Barca aus dem Jahr 1629 abgeleitet und wahrscheinlich 1640 verfasst wurde. In seinem Tagebuch führte Pepys dazu aus, dass es ein „schamloses, lockeres Stück“ sei.
Killigrew gehörte außerdem zu den Gründern der ersten Schauspielschule, die im alten Londoner Ortsteil Barbican entstand.
Nach seinem Tode übernahm sein Sohn Charles Killigrew die Leitung der Geschäfte.